# 臺東縣私立東峰高級中學
臺東縣私立東峰高級中學為一所位於臺灣臺東縣臺東市已停辦的高級中學，全名為財團法人臺灣省臺東縣私立東峰高級中學，該校辦學期間以發展柔道運動為主，因此校舍另建有柔道館一座，於1975年6月因校務問題停招。

## 沿革
私立東峰高級中學由曾擔任臺灣地方自治史中，臺東縣議會第一位女副議長的鄭杜有妹所獨資創立，首任校長為杜俊元博士。該校於1971年6月創立，同年7月開始招生，首屆東峰高中招收300多名學生，並且該校以柔道運動作為教育發展重點，創立柔道校隊，首任校隊教練為宋彥雄，1971年11月東峰高中承辦臺東縣全縣柔道錦標賽，1972年6月11日東峯高中柔道館落成啟用，同時辦理全縣柔道比賽，校方原計畫邀請時任臺東縣長黃鏡峰一同剪綵落成典禮，後者婉拒參加剪綵典禮。
臺灣戒嚴時期省政府教育廳派任至臺東的駐區督學，曾邀請臺東縣東峰高中、育仁中學，以及公東高工三所私立學校校長，至臺東車站（舊站）前新東園旅社，私下表明可推薦該校為「績優私校」，以爭取獎勵或推薦領取師鐸獎，但書為必須私下回報校內可能的反動情資，後東峰高中以及公東高工校長不願配合離開旅社。1975年6月東峰高中因校務問題停招解散。

## 歷任校長
| 任別 | 姓名   | 任期                   |
| ---- | ------ | ---------------------- |
| 1    | 杜俊元 | 1971年6月 － 1975年6月 |

## 現況

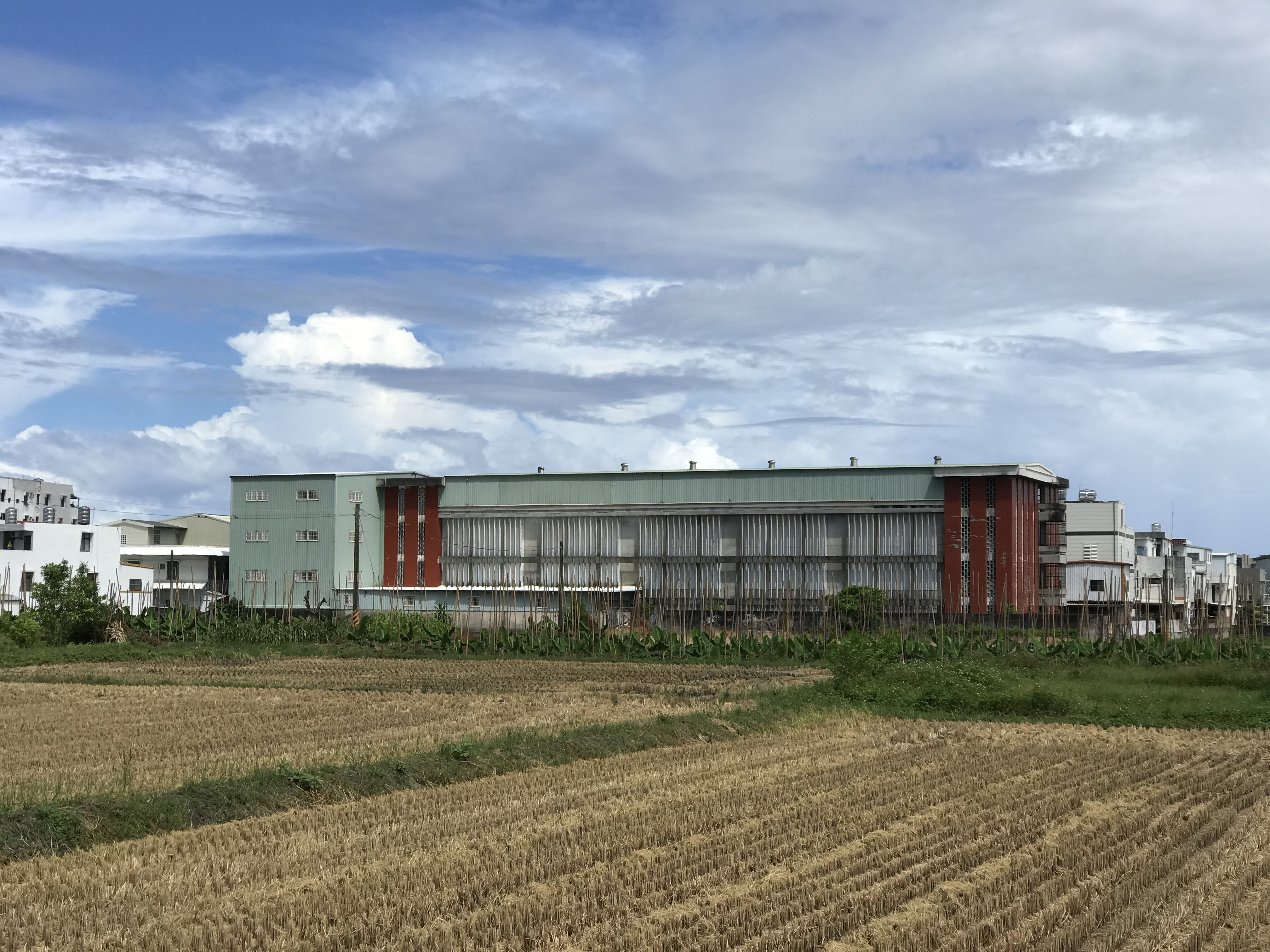
自常德路遠觀的東峰高中教室棟現況背面。
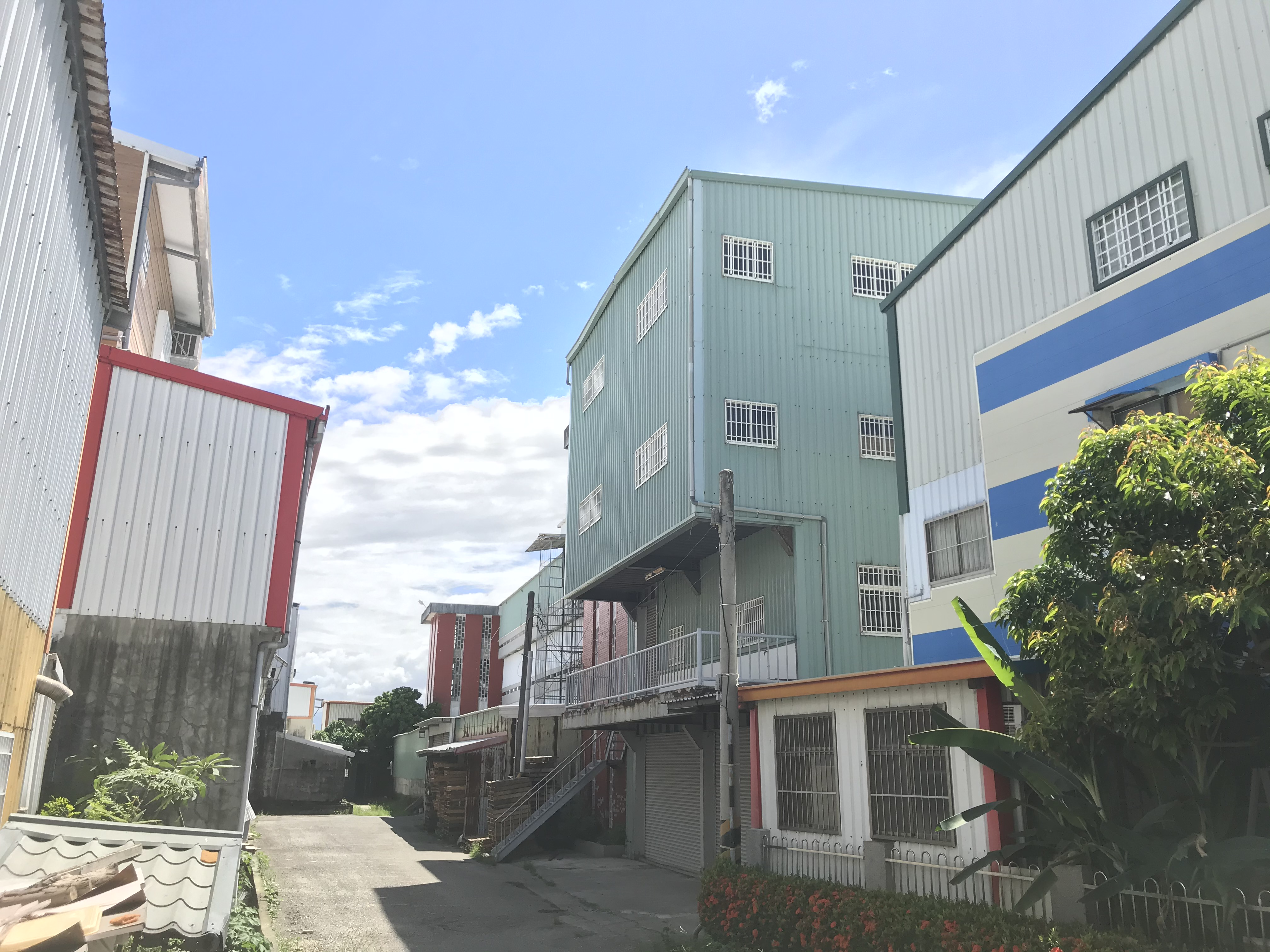
東峰高中教室棟現況正面，校舍已出售給竹英電料行作為倉庫使用。
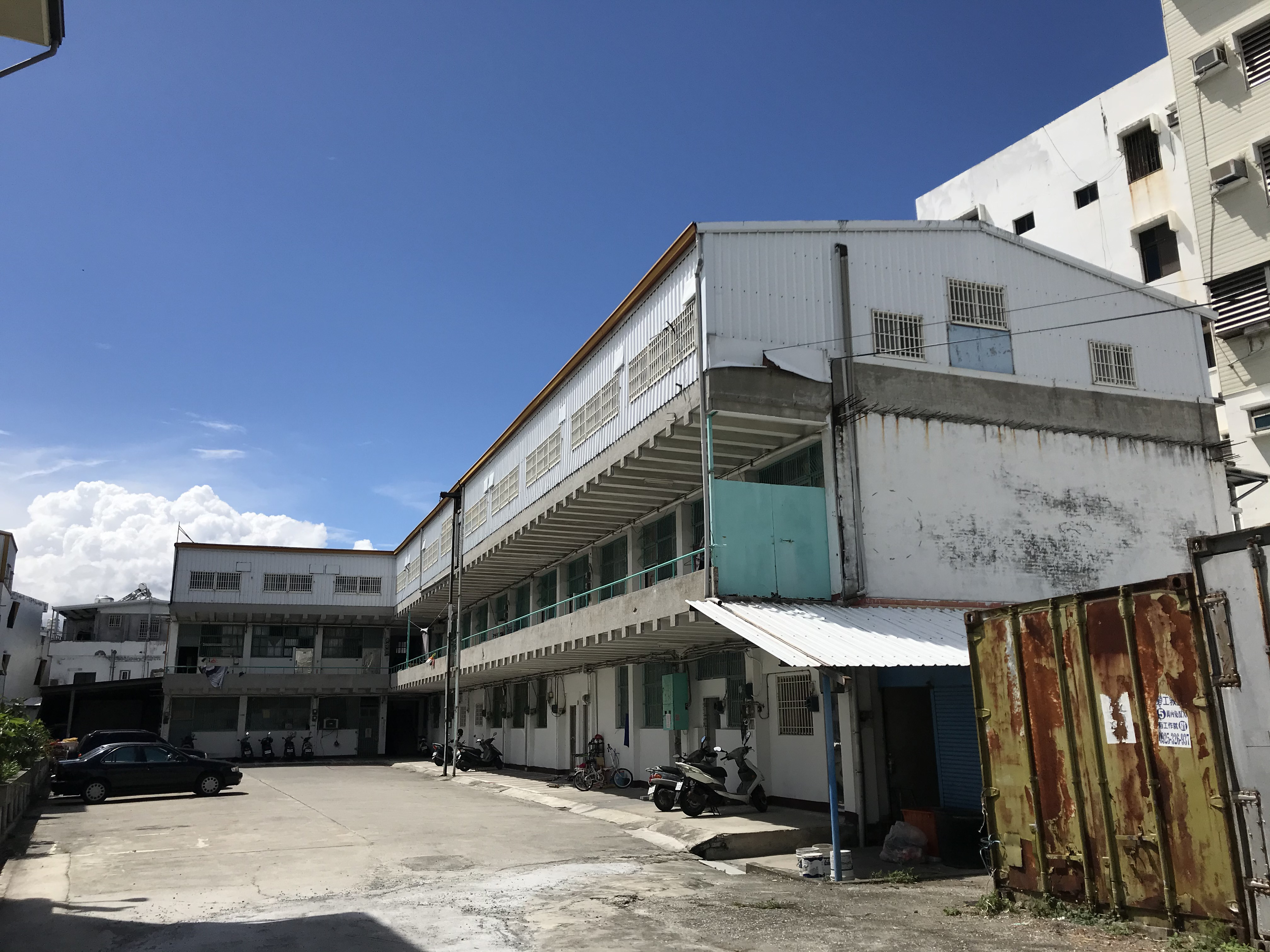
東峰高中教師宿舍現況，已出售給民眾作為自用住宅。